# Invitation to the Waltz
Invitation to the Waltz (Brasil: A Valsa da Felicidade / Portugal: Convite à Valsa) é um filme musical britânico em preto e branco de 1935, dirigido por Paul Merzbach e estrelado por Lilian Harvey, Wendy Toye, Carl Esmond e Ronald Shiner como vendedor ambulante. Foi baseado em uma peça de Eric Maschwitz. O filme foi apresentado por British International Pictures e produzido pela Associated British Picture Corporation.

## Elenco
- Lilian Harvey ... Jenny Peachey
- Wendy Toye ... Signora Picci
- Carl Esmond ... Carl

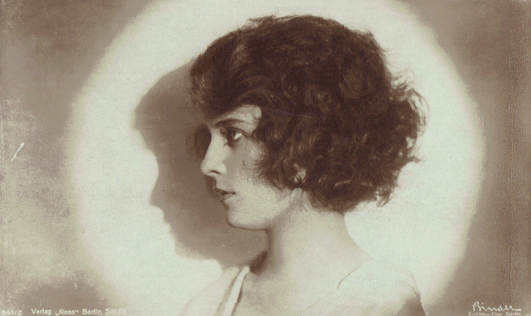
Lilian Harvey

- Harold Warrender ... Duque de Wurtemburg
- Richard Bird ... Weber
- Esme Percy ... Napoleão Bonaparte
- Eric Stanley ... Sir Francis
- Alexander Field ... George Peachey
- Anton Dolin ... Chefe Dancer
- Hay Petrie ... Periteau
- Charles Carson ... Lombardi
- Hal Gordon ... Sargento
- Gus McNaughton ... Valet
- Ronald Shiner ... o Vendedor ambulante